# Rhyssa antiqua
Rhyssa antiqua là một loài tò vò trong họ Ichneumonidae.